# Red Pelicans
Los Red Pelicans (en español: «Pelícanos rojos») fue un equipo acrobático de la Royal Air Force que usaba entrenadores BAC Jet Provost. El equipo fue constituido en 1962, y cesó su actividad en 1973 debido a la Crisis del Petróleo de ese mismo año.

## Aviones utilizados
| Avión                  | Número | Periodo     |
| ---------------------- | ------ | ----------- |
| BAC Jet Provost T Mk.4 | 4      | 1962 — 1963 |
| BAC Jet Provost T Mk.4 | 6      | 1963 — 1965 |
| BAC Jet Provost T Mk.4 | 4      | 1965 — 1973 |